# Sanilac County
Sanilac County is een county in de Amerikaanse staat Michigan.
De county heeft een landoppervlakte van 2.496 km² en telt 44.547 inwoners (volkstelling 2000). De hoofdplaats is Sandusky.